# Сноу-Хилл (остров)
Остров Сноу-Хилл (англ. Snow Hill Island) — небольшой остров к востоку от полуострова Тринити — северной оконечности Антарктического полуострова. Размеры острова около 34 километров в длину (с севера на юг) и около 15 километров в его наиболее широкой части. Ближайшие острова Симор (севернее) и Джеймса Росса (западнее).

## История
Остров был открыт 6 января 1843 года Джеймсом Кларком Россом во время его путешествия в Антарктику (1839—1843) на кораблях «Эребус» и «Террор» и был назван им Сноу-Хилл (снежный холм) из-за отсутствия видимых скал сквозь толщу льда и снега, покрывающих остров. Остров был грубо нанесён на карту как часть расположенного за ним острова Джеймс-Росс и Антарктического полуострова.

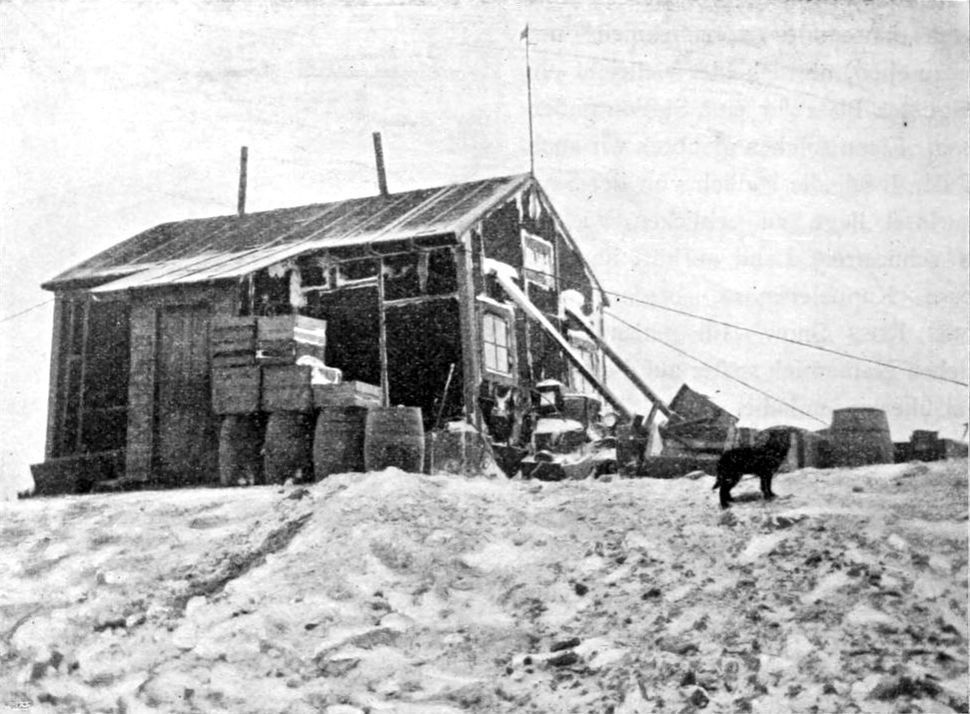
Хижина Норденшёльда, возведённая на острове в 1902 году

Первые исследования острова были проведены Шведской антарктической экспедицией под руководством Отто Норденшёльда, которая провела на острове две зимовки с 12 февраля 1902 по 11 ноября 1903 года. В рамках этой же экспедиции в результате санных походов был открыт пролив Принц-Густав, отделяющий остров Джеймс-Росс от материка. Хижина Норденшёльда, возведенная на острове в 1902 году, в настоящее время является историческим памятником.
В 1934—1935 годах с острова Сноу-Хилл Линкольн Элсуорт предпринял свою первую попытку трансантарктического перелёта. Из-за непрерывной плохой погоды он был вынужден ограничиться непродолжительным полётом вдоль Побережья Норденшёльда.
Летом 1953—1954 годов для проведения биологических, геологических и других исследований аргентинцами на острове были построены две хижины.

## Особая орнитологическая территория
Остров Сноу-Хилл является местом гнездования 4000 пар императорских пингвинов, поэтому часть юго-западной оконечности острова, включая 263 гектара прилегающего к побережью морского льда носит статус особой орнитологической территории. Колония пингвинов на острове является всего одной из двух на Антарктическом полуострове (вторая на острове Дион).

## Население
Постоянного населения на острове нет.